# Скоки (гмина)
Скоки (пол. Skoki) — гмина (волость) в Польше, входит как административная единица в Вонгровецкий повет, Великопольское воеводство. Население — 8681 человек (на 2004 год). Административный центр — город Скоки.

## Сельские округа
1. Ближыце
2. Бжезьно
3. Будзишевице
4. Хоцишево
5. Глинно
6. Гжибово
7. Яблково
8. Ягневице
9. Какулин
10. Кушево
11. Лехлин
12. Лехлинек
13. Лосинец
14. Недзведзины
15. Павлово-Скоцке
16. Помажанки
17. Потшаново
18. Рачково
19. Ракояды
20. Реёвец
21. Рошково
22. Рошкувко
23. Росцинно
24. Слава-Велькопольска
25. Славица
26. Ставяны
27. Щодрохово

## Прочие поселения
1. Антонево-Гурне
2. Антонево-Лесничувка
3. Хоцишевко
4. Дзвоново
5. Дзвоново-Лесьне
6. Гжибовице
7. Игнацево
8. Лехлин-Хубы
9. Мёнчинек
10. Млынки
11. Надмлын
12. Недажин
13. Высока

## Соседние гмины
1. Гмина Кишково
2. Гмина Клецко
3. Гмина Месциско
4. Гмина Мурована-Гослина
5. Гмина Рогозьно
6. Гмина Вонгровец